# Ben Aden
Ben Aden är ett berg i Storbritannien.   Det ligger i kommunen Highland och riksdelen Skottland, i den nordvästra delen av landet, 700 km nordväst om huvudstaden London. Toppen på Ben Aden är 887 meter över havet, eller 293 meter över den omgivande terrängen. Bredden vid basen är 1,8 km.
Terrängen runt Ben Aden är huvudsakligen kuperad.Runt Ben Aden är det mycket glesbefolkat, med 2 invånare per kvadratkilometer. Trakten runt Ben Aden består i huvudsak av gräsmarker.